# South West Combination Women’s Football League
South West Combination Women’s Football League, w skrócie South West Combination - jest trzecią klasą ligową w kobiecej piłce nożnej w Anglii, razem z trzema ligami Combination Leagues - Midland, South East i Northern. Stanowi zaplecze FA Women’s Premier League Southern Division. Do owej rozgrywki ligowej bezpośredni awans uzyskują zespoły z South West Women’s Football League Premier Division i Southern Region Women’s Football League Premier Division. Liga powstała w 1998 roku.

## Zwycięzcy South West Combination
| Sezon     | Zwycięzca                                            |
| --------- | ---------------------------------------------------- |
| 1998/1999 | Cardiff County (obecnie jako Cardiff City L.F.C.)    |
| 1999/2000 | Newport Strikers W.F.C.                              |
| 2000/2001 | Bristol Rovers (obecnie jako Bristol Academy W.F.C.) |
| 2001/2002 | Bristol City W.F.C.                                  |
| 2002/2003 | Portsmouth L.F.C.                                    |
| 2003/2004 | Cardiff City L.F.C.                                  |
| 2004/2005 | Reading Royals L.F.C.                                |
| 2005/2006 | Keynsham Town L.F.C.                                 |